# Bubiyan
Bubiyan (arap. جزيرة بوبيان) je otok smješten na sjeveroistoku Kuvajta, neposredno uz granicu s Irakom. Površinom od 863 km² drugi je najveći otok Perzijskog zaljeva, no nije naseljen. Od kopna je odvojen Kor Abdulahom prema sjeveru odnosno Kor Sabijahom prema zapadu. Između Bubiyana i Iraka nalazi se Warbah i još šest manjih otoka. Otoci Bubiyan i Warbah predmetom su dugogodišnjih graničnih sporova između Kuvajta i Iraka.

## Poveznice
- Perzijski zaljev